# Курејт (језик)
Каручки језик или курејт, карук, карок (енгл. Quoratean, Karuk, Karok) је језичка породица из Калифорније који обухвата језик Индијанаца Карока. Чини део велике хипотетичке хоканске породице језика. Као чланови ове породице наводе се племена Ехнек, Карок и Пехтсик.